# ОШ „Уједињене нације” Чукарица
Основна школа „Уједињене нације” једна је од основних школа на Чукарици. Налази се у улици Борова 8 у насељу Церак Виногради у Београду.

## Име школе
Основна школа Основна школа „Уједињене нације” носи име по једној од највећих светских организација Уједињеним нацијама.

## Историја
Основна школа Уједињене нације отворена је 1985. године и препознаје се по згради модерне архитектуре која је прилагођена потребама ученика и наставника. Школа је изграђена у исто време када je изграђено насеље Церак Виногради.

## Школа данас
Зграда школе је модерно архитектонско здање  са 14 учионица, 18 кабинета, мултимедијалним учионицом, библиотеком, свечаном салом, фискултурном салом са трибинама, спортским теренима за кошарку, рукомет, фудбал и одбојку и две учионице продуженог боравка. Школско двориште се простире на око 2 хектара са добро осмишљеним и лепо уређеним зеленим површинама. У школском атријуму се налази модерна ботаничка башта са преко 200 врста биљака.
Школу похађа 1444 ученика, распоређених у 53 одељења. Рад у школи одвија се у две смене, преподневној од 8.00 до 13.10 и поподневној од 14.00 до 19.10 и то тако да су у једној смени ученици од 1. до 8. разреда са парним индексом одељења, у другој са непарним, а смењују се недељно.
У школи је запослено 115 радника: 32 наставника у разредној настави, 54 наставника у предметној настави, 4 у правно финансијској служби, 19 радника као помоћно – техничко особље, 4 стручна сарадника (психолог, 2 педагога, библиотекар), помоћник директора и директор.
Језици који се уче у школи су енглески и француски језик.

## Зграде / површине
Основна школа „Уједињене нације” располаже са следећим простором у оквиру школске зграда.
| Објект                                                                                 | Број | Површина |
| -------------------------------------------------------------------------------------- | ---- | -------- |
| зграда                                                                                 | 1    | 7110 м2  |
| учионица                                                                               | 14   | 784 м2   |
| библиотека                                                                             | 2    | 112 м2   |
| радионица                                                                              | 2    | 60 м2    |
| сала                                                                                   | 1    | 1076 м2  |
| кабинет                                                                                | 18   | 1008 м2  |
| кухиња                                                                                 | 1    | 60 м2    |
| комора, трпезарија, стоматолошка ординација, канцеларије, копирница, склониште, архива | 32   | 1124 м2  |